# Homalium ceylanicum
Homalium ceylanicum là một loài thực vật có hoa trong họ Liễu. Loài này được (Gardner) Benth. mô tả khoa học đầu tiên năm 1860.

## Hình ảnh

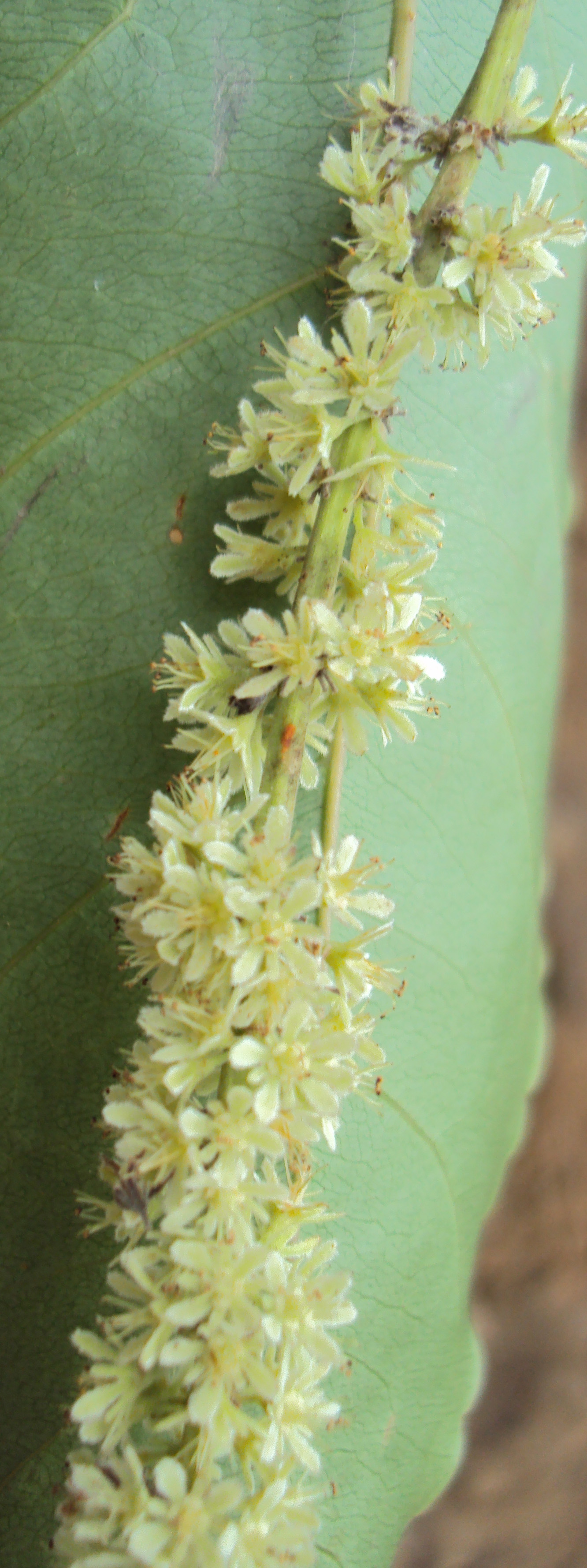
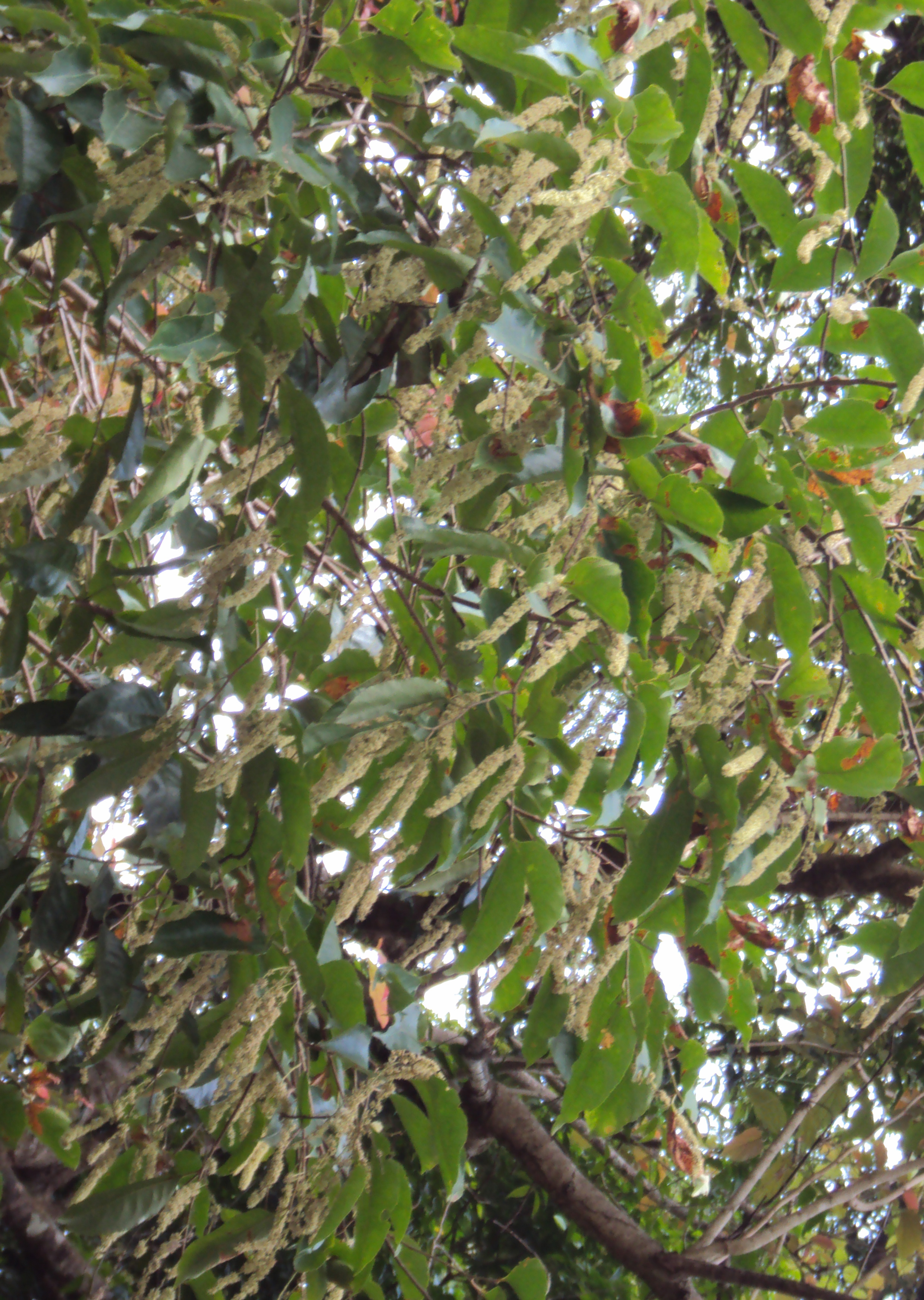
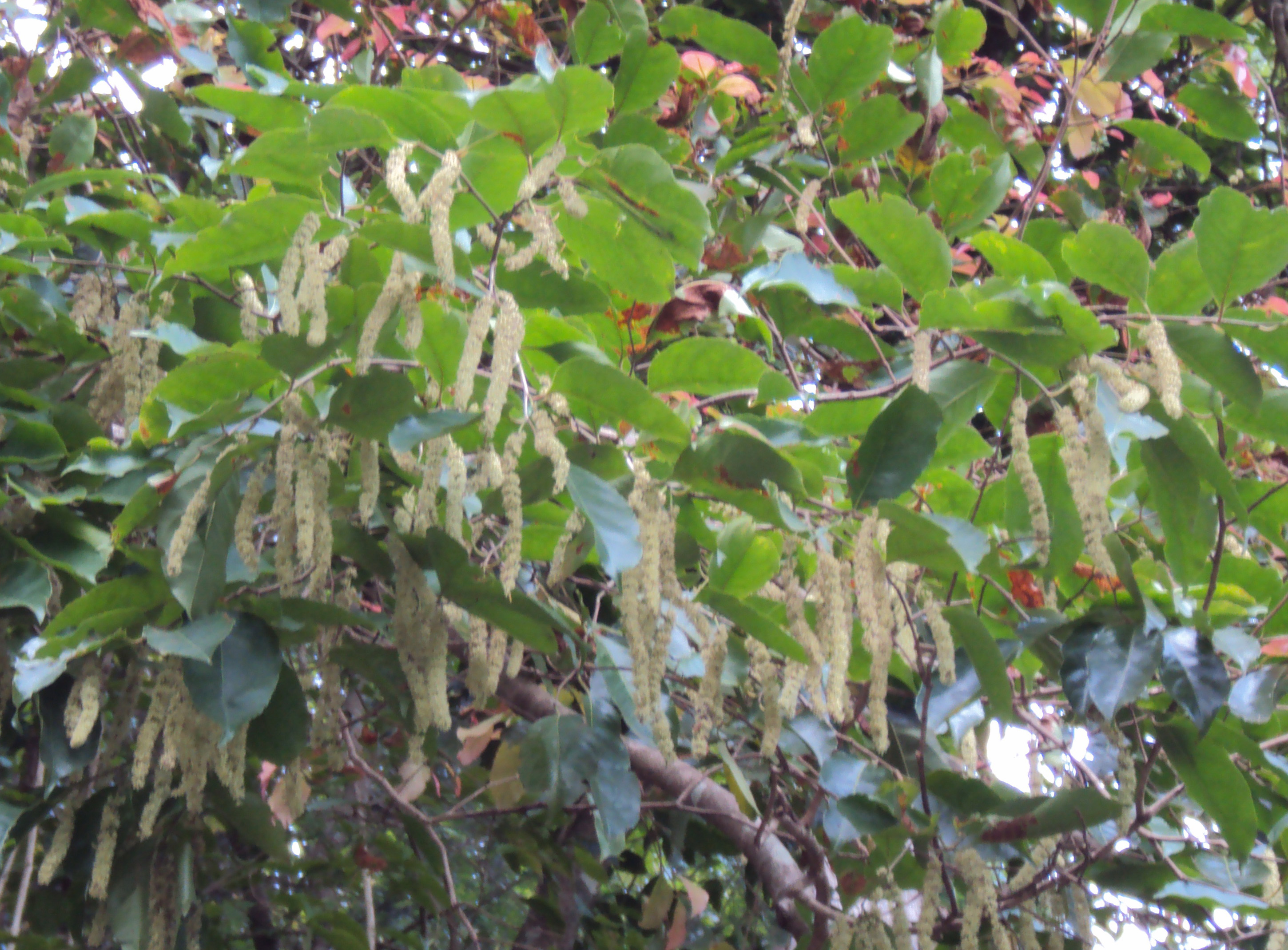
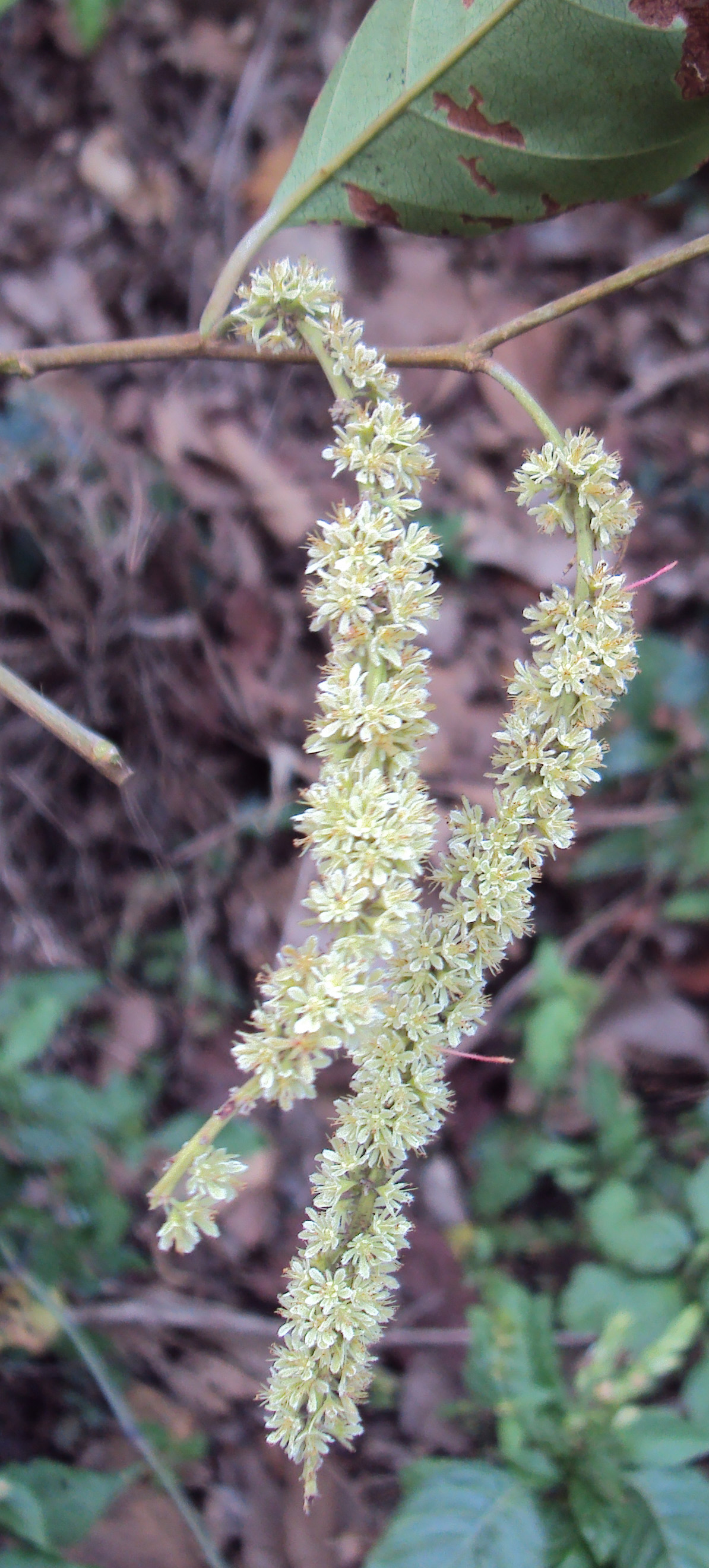